# Poospizinae
Poospizinae es una subfamilia propuesta de aves paseriformes de la familia Thraupidae que agrupa a 44 especies —o 50, dependiendo de la clasificación adoptada— en 15 géneros (varios monotípicos), nativas de América del Sur, cuyas áreas de distribución y hábitats  se encuentran entre el oeste de Venezuela y el centro de Argentina la gran mayoría en regiones andinas y algunas en el este y centro de Brasil y en regiones pampeanas. Las especies están prácticamente ausentes de regiones amazónicas con rarísimas excepciones y muy localmente.

## Características
No se conocen caracteres morfológicos o comportamentales que permitan un diagnóstico común a los varios grupos de esta subfamilia, que habitan en una variedad de ambientes. Son pequeños tráupidos que miden entre 12,5 y 18 cm de longitud, algunos se caracterizan por sus picos finos y sus cantos melodiosos.

## Taxonomía
A pesar de la ausencia de características diagnósticas comunes, los datos genético-moleculares presentados en los años 2010 suministraron un fuerte soporte para el agrupamiento en esta subfamilia. Cladísticamente, esta subfamilia puede ser definida como los descendientes de los ancestrales comunes Xenospingus concolor y Microspingus melanoleucus.
Los géneros dominantes cuando se realizaron los estudios eran Hemispingus y Poospiza que se demostró ser ambos polifiléticos, lo que obligó a un amplio reordenamiento taxonómico. Como resultado de las propuestas de Burns et al. (2016), dos nuevos géneros fueron creados (Kleinothraupis y Castanozoster), cuatro géneros fueron resucitados (Microspingus, Pseudospingus, Sphenopsis y Poospizopsis) y tres géneros fueron sinonimizados (Pyrrhocoma, Hemispingus y Compsospiza).
El nombre de esta subfamilia fue originalmente propuesto por Wolters en 1980, pero no suministró ninguna descripción, por lo que permaneció como nomen nudum, Burns et al. (2014) rehabilitan el nombre y lo describen pero no lo explicitan como una subfamilia, por lo que la autoría acaba recayendo en Kevin J. Burns, Philip Unitt y Nicholas A. Mason, 2016.

## Géneros
Según el ordenamiento propuesto, la presente subfamilia agrupa a los siguientes géneros:
- Piezorina
- Xenospingus
- Cnemoscopus
- Pseudospingus
- Poospiza
- Kleinothraupis
- Sphenopsis
- Thlypopsis
- Castanozoster
- Donacospiza
- Cypsnagra
- Poospizopsis
- Urothraupis
- Nephelornis
- Microspingus